# Eugenio Hernández Flores

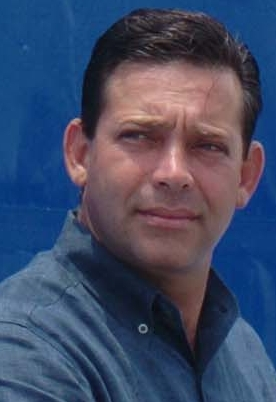

Eugenio Javier Hernández Flores (ur. 17 października 1959 w Ciudad Victoria) – meksykański polityk, działacz Partii Rewolucyjno-Instytucjonalnej.
W 1997 wstąpił do Partii Rewolucyjno-Instytucjonalnej. Od 2000 do 2001 pełnił mandat deputowanego do Izby Deputowanych. W latach 2001–2004 był burmistrzem miasta Ciudad Victoria. Od 2005 do 2010 sprawował urząd gubernatora stanu Tamaulipas.